# Schürfeld
Die Schürfeld Group ist eine familiengeführte Beteiligungsgesellschaft mit Sitz in Hamburg. Diese wurde 1937 von Gustav Schürfeld gegründet.
Der Fokus der Gruppe liegt auf nationalen und internationalen Beteiligungen an mittelständischen Unternehmen.
Im Jahr 2022 erwirtschafteten die Beteiligungen des Schürfeld Konzerns bei 12.000 Mitarbeitern einen Umsatz von mehr als 1,5 Mrd. Euro pro Jahr (Stand: 2022).

## Struktur
Geschäftsbereiche: Handel, Papierherstellung, Oberflächentechnologie, Etiketten- & Verpackungsdruck, Printwerbemittel, Venture Capital Beteiligungen
- Gusco Handel[2]
- Drewsen Spezialpapiere
- Surteco Group SE
- All4Labels
- Mass Customisation Group
- Venture Capital
- Geiger-Notes AG

(Stand: 2023)

## Geschichte
Die Gruppe begann als Import- und Exportfirma für Zellstoff, Papier und Verpackungen und ist seit der Gründung inhabergeführt.
Das Unternehmen wurde am 1. Juli 1937 von Gustav Schürfeld in Hamburg während der Zeit des Nationalsozialismus gegründet. Aus dem klassischen Handelsgeschäft entwickelte sich laut Marketing des Unternehmens ein modernes Beteiligungsunternehmen. Im Jahr 2023 hielt diese sowohl an börsennotierten als auch an unabhängigen mittelständischen Unternehmen wesentliche Anteile. Dem Ursprung in der Papier-, und Verpackungsindustrie ist man treu geblieben. Gleichzeitig werden die geschäftlichen Aktivitäten auf andere Branchen, Start-ups und Ideen erweitert.
Die Stiftung der Gruppe setzt sich laut eigenen Angaben für das Gemeinwohl ein. Die Gustav und Catharina Schürfeld Stiftung engagiert sich seit 1977 für gemeinnützige Projekte. Gefördert wird die Kunst und Denkmalpflege, Wissenschaft und Umweltschutz, Jugendpflege und -fürsorge sowie die Forschung und Berufsausbildung in Zellstoff- und Papierwirtschaft.
Aufgestellt ist das Executive Board mit Tim Fiedler, Jan Oberbeck und Hendrik Schürfeld.